# Olympische Sommerspiele 1900/Teilnehmer (Rumänien)
| Gelbes Symbol für Goldmedaillen mit stilisierten Olympischen Ringen | Graues Symbol für Silbermedaillen mit stilisierten Olympischen Ringen | Braundes Symbol für Bronzemedaillen mit stilisierten Olympischen Ringen |
| ------------------------------------------------------------------- | --------------------------------------------------------------------- | ----------------------------------------------------------------------- |
| —                                                                   | —                                                                     | —                                                                       |

Rumänien nahm an den Olympischen Sommerspielen 1900 in Paris mit einem einzigen Sportler teil. Zum ersten Mal und zum letzten Mal bis 1924 trat Rumänien bei Olympischen Spielen an.

## Teilnehmer nach Sportart

### Schießen
| Disziplin         | Platz | Name             | Punkte |
| ----------------- | ----- | ---------------- | ------ |
| Tontaubenschießen | 13    | Gheorghe Plagino | 11     |